# Jun Hee Lee
Jun Hee Lee é um ator coreano-americano. Ele nasceu em 1982 em St. Louis, Missouri, e frequentou a Universidade de Boston. Jun Hee é um Aquáriano.

## Carreira
Seu papel no cinema mais recente foi o de "Derrick" no filme Vampires Suck, Ele interpretou o personagem-título no filme Ethan Mao em 2004. Em 2005 ele atuou como "Jimmy" em American Pie Presents: Band Camp e no mesmo ano, atuou como "Kevin" no sangrento filme de terror independente KatieBird *Certifiable Crazy Person.
Teve seu nome nos créditos de series de TV de como: "Quan" em The Mindy Project, "Simon" em House, M.D., e também foi convidado para atuar em papéis na popular série de TV da Nickelodeon, Drake & Josh.
Lee também dublou um assassino adolescente chamado "Con Smith" no game Killer 7 para GameCube e PS2, e foi o anfitrião do programa de TV "Asia Street".